# Віллі Їльберт
Віллі Їльберт (норв. Willy Gilbert, 10 вересня 1881 — 20 червня 1956) — норвезький яхтсмен.
Олімпійський чемпіон 1920 року в класі 10 метрів (правила 1919 року).